# Kycklinghirs
Kycklinghirs (Echinochloa colona) är en gräsart som först beskrevs av Carl von Linné, och fick sitt nu gällande namn av Heinrich Friedrich Link. Enligt Catalogue of Life ingår Kycklinghirs i släktet hönshirser och familjen gräs, men enligt Dyntaxa är tillhörigheten istället släktet hönshirser och familjen gräs. Arten förekommer tillfälligt i Sverige, men reproducerar sig inte. Inga underarter finns listade i Catalogue of Life.

## Bildgalleri

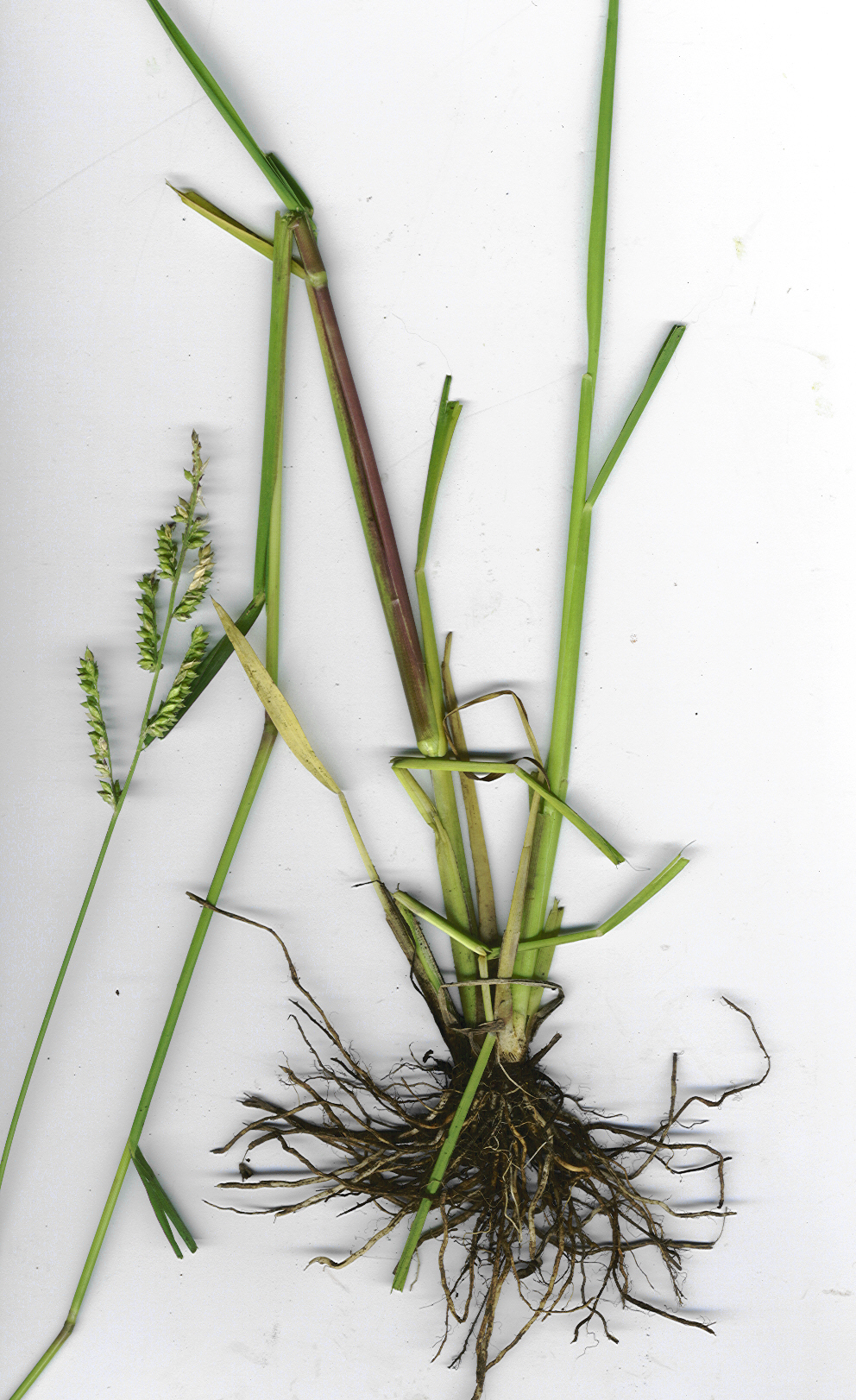
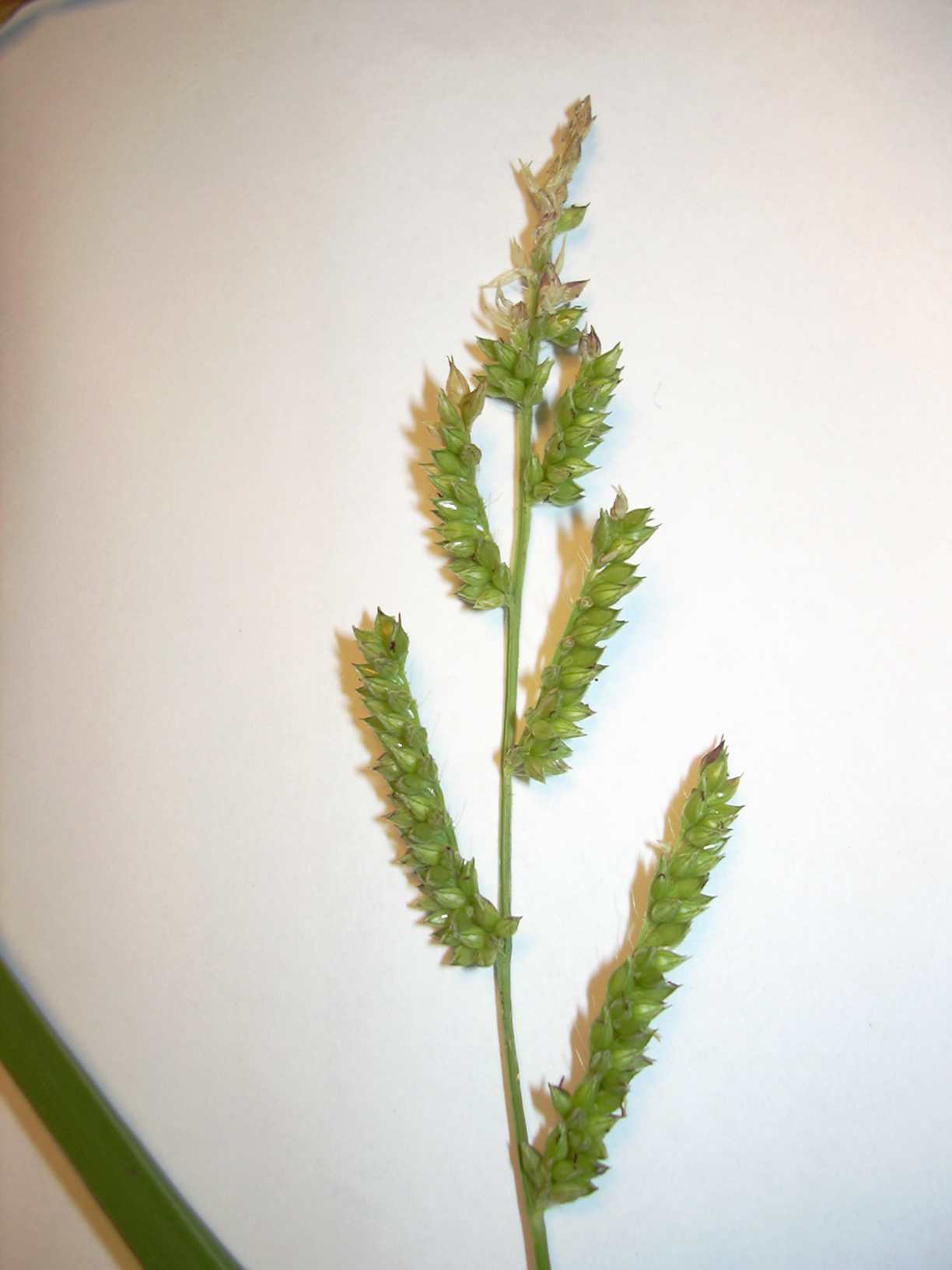
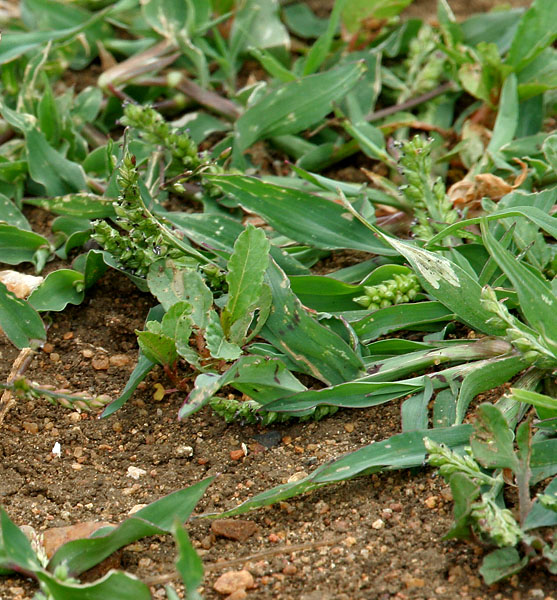
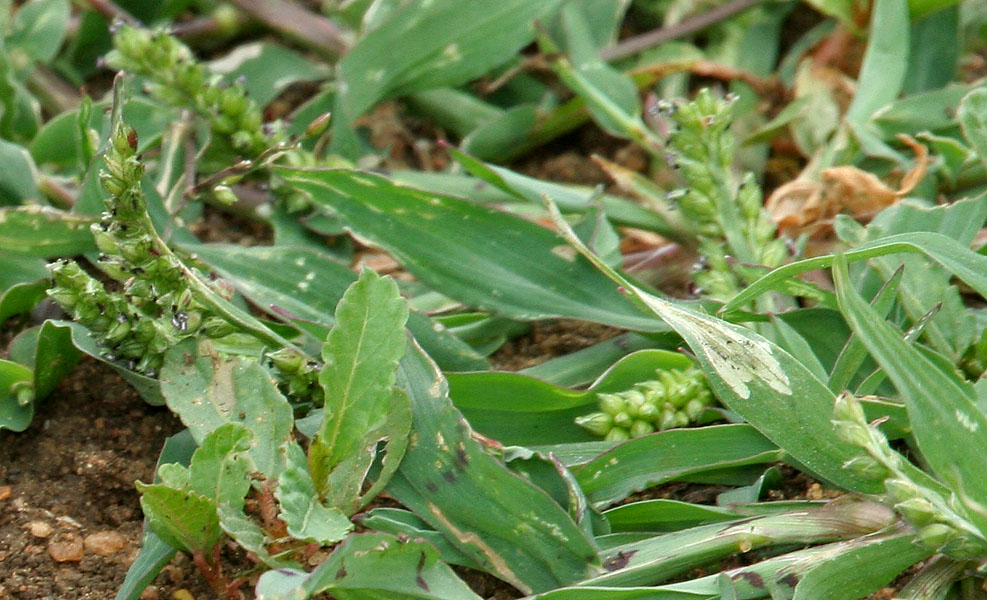